# SAS Spear
Pour les articles homonymes, voir Spear.
Le SAS Spear (numéro de coque S97), initialement connu sous le nom de SAS Maria van Riebeeck, est un sous-marin de classe Daphné de la marine sud-africaine (South African Navy, ou SAN). Construit en France dans les années 1960, le bateau a été le premier sous-marin de la SAN. Il a été mis au rebut en juin-juillet 2003.

## Conception
Le sous-marin avait un déplacement de 869 tonnes en surface et 1 043 tonnes en immersion. Il mesurait 57,8 mètres de long, avait un maître-bau de 6,8 mètres et un tirant d'eau de 4,6 mètres. Pour la navigation en surface, le bateau était propulsé par deux moteurs diesel SEMT Pielstick de 1 300 ch (969 kW), entraînant chacun un arbre d'hélice. Lorsqu’il était immergé, chaque hélice était entraînée par un moteur électrique de 1 600 ch (1 193 kW). Le SAS Spear pouvait atteindre 13,5 nœuds (25 km/h) à la surface et 16 nœuds (30 km/h) sous l’eau. En plongée avec schnorchel, le bateau avait une autonomie de 4 500 milles marins (8 300 km) à 5 nœuds (9,3 km/h). Il était armé d’une douzaine de tubes lance-torpilles de 550 mm, huit à l’avant et quatre à l’arrière. Le SAS Spear avait un effectif de 6 officiers et 41 hommes.

## Historique
La quille du bateau a été posée le 14 mars 1968 au chantier naval Dubigeon-Normandie à Nantes, il a été lancé le 18 mars 1969 et mis en service le 22 juin 1970.
Le 20 août 1970, le SAS Maria van Riebeeck entre en collision avec le sous-marin français Galatée (également de la classe Daphné) au large de Toulon. Les deux sous-marins ont été gravement endommagés, le Galatée étant forcé de s’échouer pour éviter de couler.
Le bateau a reçu un sonar et une électronique améliorés lors d’un carénage à mi-vie qui a été achevé en 1992. Le SAS Spear a été ferraillé à Simon's Town par SA Metal and Machinery Co. (Pty) Ltd. entre juin et juillet 2003.